# Parkstraße 20 (Köln)
Die Villa Parkstraße 20 ist ein unter Denkmalschutz stehendes Baudenkmal im Kölner Stadtteil Marienburg und gehört zur Villenkolonie Köln-Marienburg. Sie entstand in den Jahren 1924 und 1925 für den Kaufmann Willy Bleissem nach einem Entwurf des Architekten Paul Pott. Von 1950 bis 2000 diente die Immobilie als Residenz des Botschafters von Brasilien.

## Geschichte
Seit der Aufschließung des heutigen Stadtteils Marienburg als Villenviertel – zur Mitte der zweiten Hälfte des 19. Jahrhunderts – befand sich das die Form eines Dreiecks einnehmende Areal zwischen Kastanienallee, Unter den Ulmen und der Parkstraße im Wesentlichen im Eigentum des Waggonfabrikanten Julius van der Zypen. In den Jahren 1883 bis 1887 hatte sich dieser an der Kastanienallee 27 und nach einem Entwurf des Kölner Architekten Wilhelm Schmitz (1850–1922):936 eine Villa im Stil der französischen Neurenaissance erbauen lassen, die 1936 abgebrochen wurde.:320–326 Nach dem Ersten Weltkrieg kam es zu einer sukzessiven Parzellierung des weiträumigen Areals, in deren Zuge ein größerer Teil an der Parkstraße in den Besitz des Bauunternehmers Josef Bauwens gelangte. Aus diesem erwarb 1924 der Automobilhändler Willy Bleissem die südliche Hälfte, die wiederum unmittelbar gegenüber der sogenannten Marienburg zu liegen kam. Bleissem beauftragte den Architekten Paul Pott mit der Planung. Es sollte das größte und schönste Anwesen werden, das Pott nach dem Krieg in Marienburg erstellen konnte.:73 An der Ausgestaltung wirkten insbesondere der Bildhauer Willy Meller (Stuckaturen an den Innenwänden oder z. B. auch der figurale Antrittspfosten in der Treppenhalle):76 sowie die Kunstmaler Josef Mangold und Heinrich Kron mit.:606 u. 609 Der Parkanlage lag eine Planung des Städtischen Gartenbaudirektors Fritz Encke zu Grunde.:73 Über einen Zwischeneigentümer gelangte das Anwesen schließlich nach dem Zweiten Weltkrieg in den Besitz der Stadt Köln. 
Nachdem Bonn 1949 Regierungssitz der Bundesrepublik Deutschland geworden war, ließen sich in Marienburg zahlreiche Staaten mit ihren Gesandtschaften nieder. Mieter der Villa Parkstraße 20 wurde 1950 die Republik Brasilien, die dort die Residenz ihrer Botschaft, den Wohnsitz des Botschafters einrichtete (→ Liste der diplomatischen Vertretungen). Im Zuge der Verlegung des Regierungssitzes nach Berlin (1999) zog die brasilianische Botschaft  im Sommer 2000 dorthin um.
Die Eintragung der Villa in die Denkmalliste der Stadt Köln erfolgte am 1. Juli 1980 (Denkmal Nr. 220).

## Architektur
Bei dem, im Stil eines kleinen intimen Landhauses ausgestalteten Ensemble hatte Paul Pott sowohl auf deutsche Beispiele, so die seiner Zeit höchst populären Landhäuser von Paul Bonatz als auch Weiterentwicklungen im englischsprachigen Raum zurückgreifen können. Bei dem Ergebnis hob die zeitgenössische Kritik insbesondere das »Lustige« hervor, kleine Details wie die heute nicht mehr vorhandene Haube über dem – mit japanischen Wandmalereien von Josef Mangold:609 ausgestalteten – Teehaus.:73 u. 76 Im Innern der zweigeschossigen Villa, die gartenwärts über einen eingeschossigen Küchenflügel mit darüberliegendem Mädchenzimmer verfügt,:607 setzte sich diese sprichwörtliche Heiterkeit in Form der Ausarbeitungen von Willy Meller fort.:76
Die Villa befindet sich bis auf leichte Modifikationen weitgehend im ursprünglichen Zustand. So wurde außer der entfernten Haube die Veranda am Küchenflügel geschlossen.:606